# 숙신공주
숙신공주(淑愼公主, 1634년 ~ 1645년 8월 2일)는 조선의 왕족으로 효종과 인선왕후의 장녀이다.

## 생애

### 출생
1634년(인조 12년), 인조의 둘째 아들인 봉림대군(효종)과 어머니 풍안부부인 장씨(인선왕후)의 장녀로 태어났다.
1637년(인조 15년), 아버지 봉림대군과 어머니 장씨가 청나라 심양에 볼모로 끌려가게 되었는데, 당시 1살의 불과했던 동생 숙안공주가 청나라로 가지 않고 궁중에서 양육된 점을 미루어 숙신공주 또한 숙안공주와 함께 궁중에서 양육된 것으로 보인다. 이는 김상헌이 지은 〈숙신공주에 대한 만사〉 중 '깊은 궁궐에서 생장한 지 십이 년의 세월 동안 지존(인조)께서 예뻐하여 총애 유독 깊었었네' 라는 부분을 통해 유추할 수 있다.

### 사망
1645년(인조 23년) 8월 2일, 사망하였다. 사망 당시 12살이었으며, 계례(笄禮)를 하지 못한 미성년자로서, 12세~15세 사이에 죽은 중상(中殤)이었다. 장례는 왕세자의 적녀인 군주(郡主)의 예에 따라 치르고, 상의 제반은 《경국대전》의 정2품의 예에 따라 행하였다.
1646년(인조 24년), 효종의 동생인 인평대군은 딸을 잃은 슬픔을 시(詩)로 썼는데, 효종 또한 1년전에 죽은 숙신공주의 죽음을 떠올리며 인평대군을 위로하는 답시를 지었다.

### 추증
1675년(숙종 1년) 숙종이 교지를 내려 숙신공주(淑愼公主)로 추증하였다. 현재 묘역은 경기도 고양시 덕양구 서삼릉 내 왕자 공주 묘역에 있다.

## 가족 관계
- 조부 : 인조(仁祖, 1595~1649)
- 조모 : 인열왕후 한씨(仁烈王后 韓氏, 1594~1635)
  - 아버지 : 효종(孝宗, 1619~1659)
- 외조부 : 신풍부원군(新豊府院君) 장유(張維, 1587∼1638)
- 외조모 : 영가부부인 김씨(永嘉府夫人 金氏, ?~1654)
  - 어머니 : 인선왕후 장씨(仁宣王后 張氏, 1618~1674)
    - 동생 : 숙안공주(淑安公主, 1636~1697)
    - 동생 : 숙명공주(淑明公主, 1640~1699)
    - 동생 : 현종(顯宗, 1641~1674)
    - 동생 : 숙휘공주(淑徽公主, 1642~1696)
    - 동생 : 숙정공주(淑靜公主, 1646~1668)
    - 동생 : 숙경공주(淑敬公主, 1648~1671)